# 摩泽尔河畔弗雷斯
摩澤爾河畔弗雷斯（法語：Fresse-sur-Moselle，法語發音：[fʁɛs syʁ mɔzɛl] ⓘ）是法国大東部大區孚日省的一个市镇，属于埃皮纳勒区。

## 地理
摩泽尔河畔弗雷斯（47°52'33"N, 6°47'14"E）面积18.41 平方千米，位于法国大東部大區孚日省，该省份为法国东北部内陆省份，北起默兹省和默尔特-摩泽尔省，西接上马恩省，南至上索恩省和贝尔福地区省，东临上莱茵省和下莱茵省。
与摩泽尔河畔弗雷斯接壤的市镇（或旧市镇、城区）包括：勒梅尼勒、摩泽尔河畔圣莫里斯、勒蒂约、欧迪泰姆-朗贝尔堡、比桑。

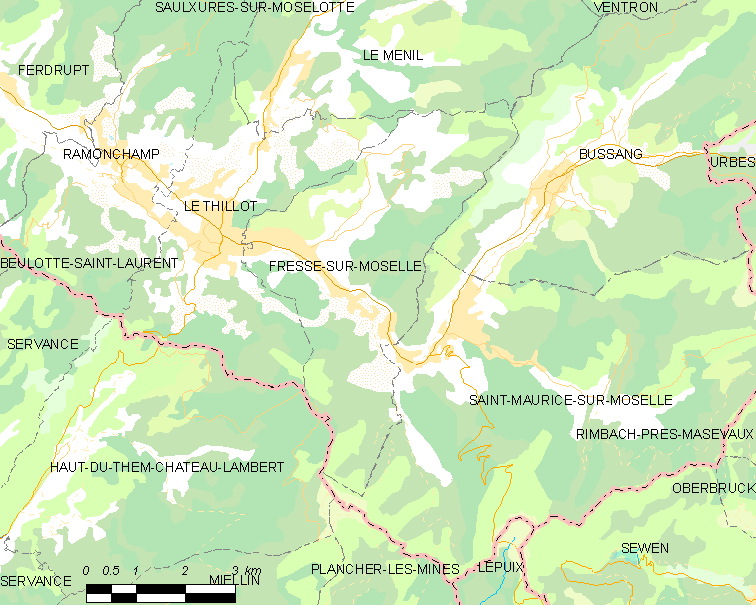
摩泽尔河畔弗雷斯的OSM定位图

摩泽尔河畔弗雷斯的时区为UTC+01:00、UTC+02:00（夏令时）。

## 行政
摩泽尔河畔弗雷斯的邮政编码为88160，INSEE市镇编码为88188。

## 政治
摩泽尔河畔弗雷斯所属的省级选区为勒蒂约县。

## 人口

1962-2008年间摩泽尔河畔弗雷斯人口变化图示

摩泽尔河畔弗雷斯于2022年1月1日时的人口数量为1662人。